# Аквилея
Аквилея (на италиански: Aquileia, Акуилея, на словенски Oglej, Оглей) е град и община в Североизточна Италия, провинция Удине на регион Фриули-Венеция Джулия. Разположен е на около 6 км от брега на Адриатическо море. Намира се на река Натизоне. Бил е голям град в Римската империя.
Археологическите разкопки и базиликата в Аквилея са включени в Списъка на световното културно и природно наследство на ЮНЕСКО. Население 3480 жители към 2007 г.